# V377 Близнецов
V377 Близнецов (лат. V377 Geminorum, HD 63433) — одиночная переменная звезда в созвездии Близнецов на расстоянии приблизительно 73,1 световых лет (около 22,4 парсек) от Солнца. Видимая звёздная величина звезды — от +6,98m до +6,93m. Возраст звезды определён как около 414 млн лет.
Вокруг звезды обращается, как минимум, две планеты.

## Характеристики
V377 Близнецов — жёлтый карлик, вращающаяся переменная звезда типа BY Дракона (BY) спектрального класса G5IV, или G0, или G5V, или G5. Масса — около 0,99 солнечной, радиус — около 0,912 солнечного, светимость — около 0,75 солнечной. Эффективная температура — около 5640 K.
По кинематике, содержанию лития и вращению было подтверждено, что V377 Близнецов является членом движущейся группы Большой Медведицы.

## Планетная система
В 2019 году учёными, анализирующими данные проектов HIPPARCOS и Gaia, у звезды обнаружена планета HD 63433 d.
В 2020 году у звезды обнаружены планеты HD 63433 b и HD 63433 c. Планеты были открыты с помощью данных, полученных орбитальным телескопом TESS. Открытие было подтверждено наземной обсерваторией, расположенной на Канарских островах, на спектрографе HARPS-N. Экзопланеты могут значительно эволюционировать между рождением и зрелостью, поскольку их атмосфера, орбиты и структуры формируются окружающей средой. Молодые планеты (<1 млрд лет) дают возможность исследовать ранние стадии этой эволюции, на которых планеты развиваются быстрее всего. Поэтому данная система может сыграть важную роль в нашем понимании эволюции планетных систем в первый миллиард лет после образования.